# Boxweltmeisterschaften 2021

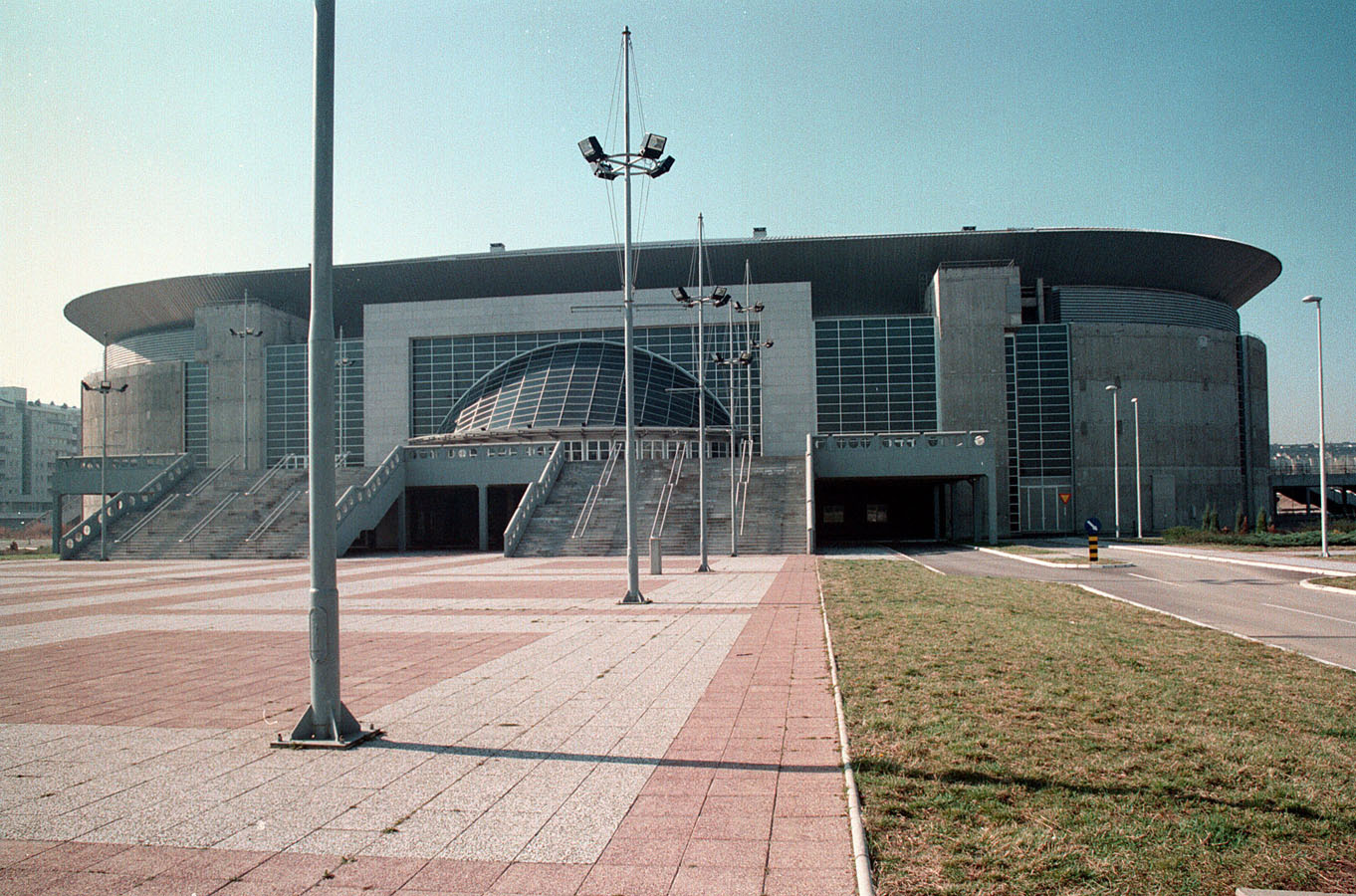
Štark-Arena

Die 21. Boxweltmeisterschaften der Herren fanden vom 24. Oktober bis zum 6. November 2021 in der serbischen Hauptstadt Belgrad statt. Austragungsort der 497 Kämpfe war die Štark-Arena im Stadtteil Novi Beograd.
Es handelte sich um die zweiten Boxweltmeisterschaften in Belgrad nach 1978, als Serbien noch Teil Jugoslawiens war.
Teilnahmeberechtigt waren 510 Boxer aus 88 Ländern, davon 246 aus Europa, 137 aus Asien, 86 aus Amerika und 41 aus Afrika. 10 Boxer, welche aufgrund von Konflikten ihre Heimatländer verlassen mussten, traten in zwei Fair Chance Teams (FC) unter neutraler Flagge an.
Erstmals in der Geschichte der Boxweltmeisterschaften fanden Kämpfe in 13 Gewichtsklassen statt (zuvor: 8–12) und es wurden Geldbelohnungen für die Medaillengewinner ausgelobt (Gold: 100.000 $, Silber: 50.000 $, Bronze: 25.000 $).

## Teilnehmende Nationen
- Albanien (3)
- Armenien (11)
- Österreich (1)
- Aserbaidschan (9)
- Bahamas (2)
- Barbados (2)
- Belgien (3)
- Bosnien und Herzegowina (3)
- Belarus (6)
- Brasilien (10)
- Bulgarien (8)
- Kamerun (3)
- Demokratische Republik Kongo (5)
- Kolumbien (8)
- Kroatien (10)
- Kuba (8)
- Zypern (4)
- Tschechien (1)
- Dominikanische Republik (2)
- Ecuador (9)
- England (9)
- Spanien (8)
- Estland (2)
- FC1 (9)
- FC2 (1)
- Finnland (3)
- Frankreich (6)
- Gambia (1)
- Georgien (7)
- Deutschland (13)
- Griechenland (4)
- Guatemala (3)
- Guyana (2)
- Haiti (1)
- Hongkong (1)
- Ungarn (10)
- Indien (13)
- Iran (10)
- Irland (7)
- Irak (1)
- Israel (4)
- Italien (11)
- Jamaika (3)
- Jordanien (4)
- Japan (10)
- Kasachstan (13)
- Kenia (13)
- Kirgisistan (12)
- Südkorea (7)
- Laos (1)
- St. Lucia (1)
- Litauen (8)
- Luxemburg (1)
- Moldau (8)
- Mexiko (9)
- Mongolei (8)
- Nordmazedonien (2)
- Mali (1)
- Montenegro (2)
- Mauritius (3)
- Nicaragua (1)
- Nepal (4)
- Norwegen (3)
- Pakistan (1)
- Panama (3)
- Palästina (1)
- Polen (8)
- Puerto Rico (4)
- Russland (13)
- Rumänien (2)
- Schottland (6)
- Seychellen (3)
- Sierra Leone (6)
- Slowenien (7)
- Somalia (2)
- Serbien (12)
- Sri Lanka (1)
- Slowakei (5)
- Tansania (3)
- Thailand (10)
- Tadschikistan (8)
- Chinesisch Taipeh (10)
- Trinidad und Tobago (5)
- Türkei (13)
- Ukraine (13)
- Vereinigte Staaten (9)
- Usbekistan (13)
- Venezuela (4)

## Medaillengewinner
| Klasse                         | Gold                              | Silber                         | Bronze                                                           |
| ------------------------------ | --------------------------------- | ------------------------------ | ---------------------------------------------------------------- |
| Minimumgewicht (46–48 kg)      | Temirtas Schüssipow Kasachstan    | Wuttichai Yurachai Thailand    | Jauheni Karmiltschik Belarus Sachil Alachwerdowi Georgien        |
| Fliegengewicht (48–51 kg)      | Säken Bibossynow Kasachstan       | Roscoe Hill Vereinigte Staaten | Achtem Schakirow Russland Thanarat Saengphet Thailand            |
| Bantamgewicht (51–54 kg)       | Tomoya Tsuboi Japan               | Machmud Sabyrchan Kasachstan   | Akash Kumar Indien Billal Bennama Frankreich                     |
| Federgewicht (54–57 kg)        | Jahmal Harvey Vereinigte Staaten  | Serik Temirzhanov Kasachstan   | Samuel Kistohurry Frankreich Osvel Caballero Kuba                |
| Leichtgewicht (57–60 kg)       | Sofiane Oumiha Frankreich         | Abdumalik Xaloqov Usbekistan   | Danial Shahbakhsh Iran Alexy de la Cruz Dominikanische Republik  |
| Halbweltergewicht (60–63,5 kg) | Andy Cruz Gómez Kuba              | Kerem Özmen Türkei             | Reese Lynch Schottland Howhannes Batschkow Armenien              |
| Weltergewicht (63,5–67 kg)     | Sewon Okazawa Japan               | Omari Jones Vereinigte Staaten | Abylaichan Schüssipow Kasachstan Lasha Guruli Georgien           |
| Halbmittelgewicht (67–71 kg)   | Jurij Sacharjejew Ukraine         | Wadim Mussajew Russland        | Alban Beqiri Albanien Sarchan Əliyev Aserbaidschan               |
| Mittelgewicht (71–75 kg)       | Yoenli Hernández Martinez Kuba    | Dschambulat Bischamow Russland | Salvatore Cavallaro Italien Weerapon Jongjoho Thailand           |
| Halbschwergewicht (75–80 kg)   | Rahim Gonzales Vereinigte Staaten | Aliaksei Alfiorau Belarus      | Saweli Sadoma Russland Vladimir Mirončikov Serbien               |
| Cruisergewicht (80–86 kg)      | Loren Alfonso Aserbaidschan       | Keno Machado Brasilien         | Victor Schelstraete Belgien Herich Ruiz Córdoba Kuba             |
| Schwergewicht (86–92 kg)       | Julio César La Cruz Kuba          | Aziz Mouhiidine Italien        | Madiyar Saydraximov Usbekistan Enmanuel Reyes Spanien            |
| Superschwergewicht (+92 kg)    | Mark Petrowski Russland           | Dawit Tschalojan Armenien      | Məhəmməd Abdullayev Aserbaidschan Nigel Paul Trinidad und Tobago |

## Medaillenspiegel
| Rang   | Land                    | Gold | Silber | Bronze | Gesamt |
| ------ | ----------------------- | ---- | ------ | ------ | ------ |
| 1      | Kuba                    | 3    | 0      | 2      | 5      |
| 2      | Kasachstan              | 2    | 2      | 1      | 5      |
| 3      | Vereinigte Staaten      | 2    | 2      | 0      | 4      |
| 4      | Japan                   | 2    | 0      | 0      | 2      |
| 5      | Russland                | 1    | 2      | 2      | 5      |
| 6      | Aserbaidschan           | 1    | 0      | 2      | 3      |
| 6      | Frankreich              | 1    | 0      | 2      | 3      |
| 8      | Ukraine                 | 1    | 0      | 0      | 1      |
| 9      | Thailand                | 0    | 1      | 2      | 3      |
| 10     | Armenien                | 0    | 1      | 1      | 2      |
| 10     | Belarus                 | 0    | 1      | 1      | 2      |
| 10     | Italien                 | 0    | 1      | 1      | 2      |
| 10     | Usbekistan              | 0    | 1      | 1      | 2      |
| 14     | Brasilien               | 0    | 1      | 0      | 1      |
| 14     | Türkei                  | 0    | 1      | 0      | 1      |
| 16     | Georgien                | 0    | 0      | 2      | 2      |
| 17     | Albanien                | 0    | 0      | 1      | 1      |
| 17     | Belgien                 | 0    | 0      | 1      | 1      |
| 17     | Dominikanische Republik | 0    | 0      | 1      | 1      |
| 17     | Spanien                 | 0    | 0      | 1      | 1      |
| 17     | Indien                  | 0    | 0      | 1      | 1      |
| 17     | Iran                    | 0    | 0      | 1      | 1      |
| 17     | Schottland              | 0    | 0      | 1      | 1      |
| 17     | Serbien                 | 0    | 0      | 1      | 1      |
| 17     | Trinidad und Tobago     | 0    | 0      | 1      | 1      |
| Gesamt | Gesamt                  | 13   | 13     | 26     | 52     |

## Änderung des Austragungsortes
Im Juli 2017 beschloss das AIBA Executive Committee in Moskau, dass die Weltmeisterschaften 2021 in der indischen Hauptstadt Neu-Delhi ausgetragen werden sollen, was das Land erstmals zum Ausrichter von Herren-Weltmeisterschaften gemacht hätte. Zuvor hatte Indien bereits die Boxweltmeisterschaften der Frauen 2006 und 2018 ausgetragen.
Im April 2020 gab die AIBA bekannt, dass die Weltmeisterschaften 2021 nicht mehr in Neu-Delhi, sondern nun in Belgrad stattfinden werden und begründete dies mit angeblich nicht geleisteten Gastgebergebühren durch Indien, weshalb der Austragungsvertrag gekündigt worden sei. Indien wurde darüber hinaus mit einer Strafzahlung belegt.

## Verbot der Einreise der kosovarischen Mannschaft
Nachdem den drei Boxern des kosovarischen Verbandes die Einreise nach Serbien und damit die Teilnahme an der WM verweigert worden war, unter anderem weil die Sportler sich anfangs geweigert hatten die nationalen Symbole des Kosovo von ihrer Sportkleidung zu entfernen, teilte der Weltverband AIBA am 26. Oktober 2021 mit, dass es nicht gelungen sei, einen Kompromiss mit dem Organisationskomitee der WM zu finden und dass die im Vorfeld vereinbarte Zusage der Teilnahme des Kosovo gebrochen worden sei. Das Kosovo wird seit seiner Unabhängigkeit 2008 von Serbien nicht anerkannt, der kosovarische Boxverband ist jedoch seit 2014 eigenständiges Mitglied der AIBA.